# Équipe d'Irlande de rugby à XV à la Coupe du monde 2007
L'équipe d'Irlande de rugby à XV entame la Coupe du monde de rugby 2007 avec de l'ambition. Elle occupe l'une des six premières places du classement mondial. Brian O'Driscoll, Ronan O'Gara, Girvan Dempsey, Peter Stringer et les avants Malcolm O'Kelly, Paul O'Connell, font partie de cette équipe qui a en quatre années réalisé trois Triples couronnes sans cependant gagner le Tournoi. 
Le 9 septembre 2007, les Irlandais battent la Namibie 32-17 sans convaincre. Ils battent ensuite la Géorgie 14-10, avant de perdre leurs illusions contre la France et l'Argentine pour finir troisièmes de la poule D et donc ne pas sortir de la poule qualificative.

## Les trente sélectionnés
Voici la liste des trente sélectionnés pour la Coupe du monde 2007 :
La liste suivante indique les joueurs retenus pour participer à la coupe du monde 2007.
| Joueur              | Poste           | Club              |
| ------------------- | --------------- | ----------------- |
| Simon Best          | Pilier          | Ulster            |
| John Hayes          | Pilier          | Munster           |
| Marcus Horan        | Pilier          | Munster           |
| Bryan Young         | Pilier          | Ulster            |
| Rory Best           | Talonneur       | Ulster            |
| Jerry Flannery      | Talonneur       | Munster           |
| Frankie Sheahan     | Talonneur       | Munster           |
| Donncha O'Callaghan | Deuxième ligne  | Munster           |
| Paul O'Connell      | Deuxième ligne  | Munster           |
| Malcolm O'Kelly     | Deuxième ligne  | Leinster          |
| Neil Best           | Troisième ligne | Ulster            |
| Simon Easterby      | Troisième ligne | Llanelli Scarlets |
| Stephen Ferris      | Troisième ligne | Ulster            |
| Denis Leamy         | Troisième ligne | Munster           |
| Alan Quinlan        | Troisième ligne | Munster           |
| David Wallace       | Troisième ligne | Munster           |

| Joueur           | Poste            | Club             |
| ---------------- | ---------------- | ---------------- |
| Isaac Boss       | Demi de mêlée    | Ulster           |
| Eoin Reddan      | Demi de mêlée    | London Wasps     |
| Peter Stringer   | Demi de mêlée    | Munster          |
| Ronan O'Gara     | Demi d'ouverture | Munster          |
| Paddy Wallace    | Demi d'ouverture | Ulster           |
| Gordon D'Arcy    | Centre           | Leinster         |
| Shane Horgan     | Centre           | Leinster         |
| Andrew Trimble   | Centre           | Ulster           |
| Brian O'Driscoll | Centre           | Leinster         |
| Brian Carney     | Ailier           | Munster          |
| Denis Hickie     | Ailier           | Leinster         |
| Geordan Murphy   | Ailier           | Leicester Tigers |
| Girvan Dempsey   | Arrière          | Leinster         |
| Gavin Duffy      | Arrière          | Connacht         |

## La Coupe du Monde
L'Irlande dispute quatre matches préliminaires dans la Poule D.

### Match 1:Irlande-Namibie: 32-17 (9 septembre 2007,Stade Chaban-Delmas,Bordeaux)
Date : 9 septembre 2007

Composition des équipes

Stade : Stade Chaban-Delmas, Bordeaux ( France)
Arbitre : Joël Jutge 
Composition des équipes :
Irlande

Titulaires : Girvan Dempsey, Andrew Trimble, Brian O'Driscoll, Gordon D'Arcy, Denis Hickie, Ronan O'Gara, Peter Stringer, Denis Leamy, David Wallace, Simon Easterby, Paul O'Connell, Donncha O'Callaghan, John Hayes, Rory Best, Marcus Horan

Remplaçants : Jerry Flannery, Simon Best, Malcolm O'Kelly, Neil Best, Isaac Boss, Paddy Wallace, Geordan Murphy
Namibie

Titulaires : Tertius Losper, Ryan Witbooi, Bradley Langenhoven, Piet van Zyl, Heini Bock, Emile Wessels, Eugene Jantjies, Jacques Burger, Heino Senekal, Jacques Nieuwenhuis, Nico Esterhuize, Wacca Kazombiaze, Jane du Toit, Hugo Horn, Kees Lensing (cap.)

Remplaçants : Johannes Meyer, Johnny Redelinghuys, Michael MacKenzie, Tinus du Plessis, Jurie van Tonder, Lu-Wayne Botes, Melrick Africa
Points marqués :
Irlande : 5 essais de O'Driscoll (4e), Trimble (19e), Easterby (30e), essai de pénalité (50e), Flannery (77e), 2 transformations de O'Gara (5e, 50e) et 1 pénalité de O'Gara (17e)

### Match 2:Irlande-Géorgie: 14-10 (15 septembre 2007,Stade Chaban-Delmas,Bordeaux)
Date : 15 septembre 2007

Composition des équipes

Stade : Stade Jacques Chaban-Delmas, à Bordeaux ( France)
Arbitre : Wayne Barnes ()
Composition des équipes :
Irlande

Titulaires : 15 Girvan Dempsey, 14 Shane Horgan, 13 Brian O'Driscoll, 12 Gordon D'Arcy, 11 Denis Hickie, 10 Ronan O'Gara, 9 Peter Stringer, 8 Denis Leamy, 7 David Wallace, 6 Simon Easterby, 5 Paul O'Connell, 4 Donncha O'Callaghan, 3 John Hayes, 2 Rory Best, 1 Marcus Horan

Remplaçants : 16 Jerry Flannery, 17 Simon Best, 18 Malcolm O'Kelly, 19 Neil Best, 20 Isaac Boss, 21 Paddy Wallace, 22 Geordan Murphy
Géorgie

Titulaires : 15  Otar Barkalaia, 14 Giorgi Elizbarashvili, 13 Revaz Gigauri, 12 Davit Kacharava, 11 Giorgi Shkinin, 10 Merab Kvirikashvili, 9 Bidzina Samkharadze, 8 Giorgi Chkhaidze, 7 Rati Urushadze, 6 Ilia Maissuradze, 5 Mamuka Gorgodze, 4 Ilia Zedguinidze, 3 Avtandil Kopaliani, 2 Goderdzi Shvelidze, 1 Mamuka Magrakvelidze

Remplaçants : 16 Akvsenti Giorgadze, 17 Davit Khinchaguishvili, 18 Levan Datunashvili, 19 Zviad Maissuradze, 20 Irakli Abuseridze, 21 Malkhaz Urjukashvili, 22 Otar Eloshvili
Points marqués :
Irlande : 2 essais de R. Best (17e) et Dempsey (55e), 2 transformations de O'Gara (18e, 56e)

### France - Irlande
Date : 21 septembre 2007

Composition des équipes

Stade : Stade de France, Saint-Denis ( France)
Arbitre : Chris White 
Homme du match : Jean-Baptiste Élissalde 
Rapport officiel : Statistiques
Composition des équipes :
France

Titulaires : 15 Clément Poitrenaud, 14 Vincent Clerc, 13 David Marty, 12 Damien Traille, 11 Cédric Heymans, 10 Frédéric Michalak, 9 Jean-Baptiste Élissalde, 8 Julien Bonnaire, 7 Thierry Dusautoir, 6 Serge Betsen, 5 Jérôme Thion, 4 Sébastien Chabal, 3 Pieter de Villiers, 2 Raphaël Ibanez (cap.), 1 Olivier Milloud

Remplaçants : 16 Dimitri Szarzewski, 17 Jean-Baptiste Poux, 18 Lionel Nallet, 19 Yannick Nyanga, 20 Lionel Beauxis, 21 Yannick Jauzion, 22 Aurélien Rougerie
Irlande

Titulaires : 15 Girvan Dempsey, 14 Shane Horgan, 13 Brian O'Driscoll (cap.), 12 Gordon D'Arcy, 11 Andrew Trimble, 10 Ronan O'Gara, 9 Eoin Reddan, 8 Denis Leamy, 7 David Wallace, 6 Simon Easterby, 5 Paul O'Connell, 4 Donncha O'Callaghan, 3 John Hayes, 2 Jerry Flannery, 1 Marcus Horan

Remplaçants : 16 Frankie Sheahan, 17 Simon Best, 18 Malcolm O'Kelly, 19 Neil Best, 20 Isaac Boss, 21 Paddy Wallace, 22 Gavin Duffy
Points marqués :
France : 2 essais de Clerc (59e, 68e), 5 pénalités de Elissalde (7e, 16e, 22e, 40e, 55e)
La France joue sans Fabien Pelous qui s'est blessé lors du match contre la Namibie. Elle l'emporte après avoir dominé pendant la majeure partie du match, grâce à deux essais de Vincent Clerc, consécutifs à deux passes au pied de Frédéric Michalak et Jean-Baptiste Élissalde, et cinq pénalités marquées par Jean-Baptiste Elissalde.

### Irlande - Argentine
Date : 30 septembre 2007

Composition des équipes

Stade : Parc des Princes à Paris ( France)
Arbitre : Paul Honiss 
Composition des équipes :
Irlande

Titulaires : 15 Geordan Murphy, 14 Shane Horgan, 13 Brian O'Driscoll (cap.), 12 Gordon D'Arcy, 11 Denis Hickie, 10 Ronan O'Gara, 9 Eoin Reddan, 8 Denis Leamy, 7 David Wallace, 6 Simon Easterby, 5 Paul O'Connell, 4 Donncha O'Callaghan, 3 John Hayes, 2 Jerry Flannery, 1 Marcus Horan

Remplaçants : 16 Rory Best, 17 Bryan Young, 18 Malcolm O'Kelly, 19 Neil Best, 20 Isaac Boss, 21 Paddy Wallace
Argentine

Titulaires : 1 Rodrigo Roncero, 2 Mario Ledesma, 3 Martín Scelzo, 4 Ignacio Fernández Lobbe, 5 Patricio Albacete, 6 Lucas Ostiglia, 7 Juan Martín Fernández Lobbe, 8 Gonzalo Longo, 9 Agustín Pichot (cap.), 10 Juan Martín Hernández, 11 Horacio Agulla, 12 Felipe Contepomi, 13 Manuel Contepomi, 14 Lucas Borges, 15 Ignacio Corleto

Remplaçants : 16 Alberto Vernet Basualdo, 17 Omar Hasan, 18 Rimas Álvarez Kairelis, 19 Martin Durand, 20 Nicolas Fernández Miranda, 21 Federico Todeschini, 22 Hernán Senillosa
Points marqués :
Irlande : 2 essais de O'Driscoll (31e), Murphy (47e), 1 transformation de O'Gara (32e), 1 pénalité de O'Gara (20e)

### Classement de la poule D
| Place | Nation    | Matchs | Matchs   | Matchs | Matchs  | Points | Points | Points     | Essais | Essais | Essais     | Bonus points | Classement points |
| Place | Nation    | joués  | victoire | nul    | défaite | pour   | contre | différence | pour   | contre | différence | Bonus points | Classement points |
| ----- | --------- | ------ | -------- | ------ | ------- | ------ | ------ | ---------- | ------ | ------ | ---------- | ------------ | ----------------- |
| 1     | Argentine | 4      | 4        | 0      | 0       | 143    | 33     | +110       | 16     | 2      | +14        | 2            | 18                |
| 2     | France    | 4      | 3        | 0      | 1       | 188    | 37     | +151       | 24     | 3      | +21        | 3            | 15                |
| 3     | Irlande   | 4      | 2        | 0      | 2       | 64     | 82     | -18        | 9      | 7      | +2         | 1            | 9                 |
| 4     | Géorgie   | 4      | 1        | 0      | 3       | 50     | 111    | -61        | 5      | 15     | -10        | 1            | 5                 |
| 5     | Namibie   | 4      | 0        | 0      | 4       | 30     | 212    | -182       | 3      | 30     | -27        | 0            | 0                 |

## Meilleurs marqueurs d'essais irlandais
1. Brian O'Driscoll 2 essais
2. Rory Best, Girvan Dempsey, Simon Easterby, Jerry Flannery, Geordan Murphy, Andrew Trimble, essai de pénalité

## Meilleur réalisateur irlandais
1. Ronan O'Gara 19 points, 5 transformations, 1 drop, 2 pénalités